# Пельдема, Ян Адович
Ян Адович Пельдема (5 сентября 1890, д. Коггулть — 19 сентября 1937, Новосибирск) — советский журналист, председатель Западно-Сибирского краевого радиокомитета (1933—1937).

## Биография
Родился 5 сентября 1890 года в деревне Коггулть Эзельского уезда Лифляндской губернии. Из эстонской крестьянской семьи. Обучался в Оренбургском городском училище (октябрь 1907 — июнь 1909), впоследствии продолжал заниматься самообразованием.
Был инспектором почтово-телефонного отделения в Цинтенгофе (1910—1911), служил в почтово-телефонной конторе Ревеля (1912—1917).
С большим восторгом принял Октябрьскую революцию. С 1918 года состоял в ВКП(б); в декабре этого года мобилизован в Красную армию, в которой служил до марта 1921 года. Будучи политработником и членом военного трибунала, принимал участие в боевых действиях Западного и Южного фронтов, где противостоял белополякам, белоэстонцам, силам П. Н. Врангеля и А. И. Деникина. Заключительным этапом военной карьеры Пельдемы стала работа в реввоентрибунале (РВТ) всех вооруженных сил Украины; после конфликта его членов с реввоенсоветом 13-й армии он в июне 1921 года получил партийный выговор с шестимесячным запретом занимать ответственные посты в судебно-розыскных органах РСФСР.
В январе 1922 года командирован в Сибирское бюро ЦК РКП(б) на должность инструктора. С этого же года работал редактором эстоноязычной газеты Siberi Teataja, а в 1929 году стал её ответственным редактором. Оставаясь одним из наиболее значимых журналистов этого издания, публиковался и в других сибирских газетах и журналах.
В 1922—1929 трудился в бюро Центра эстонских секций при ЦК ВКП(б). С 1927 по 1934 год состоял в бюро Сибирской/Западно-Сибирской краевой секции работников печати, где занимал должности заместителя и председателя.

### Председатель Западно-Сибирского краевого радиокомитета
20 октября 1933 года утверждён председателем Западно-Сибирского краевого радиокомитета; на этой должности работал четыре года, положив начало радиовещанию в Западной Сибири.
Под его руководством были организованы редакции, занимавшиеся детскими, молодёжными, сельскохозяйственными и промышленными передачами, а также организацией вещания политического, музыкального и литературно-драматического направлений.
При нём появилось большое число талантливых журналистов, редакторов и дикторов, которые позднее стали пользоваться большой популярностью у слушателей; получили развитие симфонический оркестр и хор, сформировалась артистическая группа, усилил свои позиции оркестр народных инструментов.

### Обвинения в антисоветской деятельности и расстрел
28 мая 1937 года по постановлению Президиума Запсибкрайисполкома вышел приказ о его смещении с должности председателя радиокомитета. Днём ранее партийным органам пришло определение от НКВД, в котором указывалось на «неприемлемую деятельность П. как руководителя и коммуниста», там же заявлялось о будто бы действовавшей на радио «контрреволюционной
организации», куда вместе Пельдемой входили эстонцы П. И. Аммер, А. Пуна и др. К обличению «контрреволюционеров» тотчас же присоединилась газета «Советская Сибирь», опубликовавшая в день выхода приказа об увольнении председателя статью «Результаты политической беспечности».
Во время закрытой встречи партийной ячейки радиокомитета было вынесено постановление об исключении Пельдемы из её состава; в частности, указывалось на «грубейшую политическую ошибку» парторганизации, которая на собрании 11—13 мая 1937 года «не исключила его из партии как врага народа», а сделала ему лишь строгий выговор с предупреждением.
В сфабрикованном за два месяца деле утверждалось, что в 1921 году Пельдема стал «руководителем эстонской контрреволюционной диверсионно-повстанческой и террористической организации „Фонтанники“» и отдавал приказы о формировании в эстонских колониях Западно-Сибирского края диверсионных групп, занимавшихся антисоветской пропагандой, подготовкой террористических актов, а также привлечением в свои ряды новых участников для повстанческой деятельности.
19 сентября 1937 года решением тройки
УНКВД Западно-Сибирского края Пельдема вместе с 12 другими «соучастниками» был расстрелян.
Инициированное в 1956 году Военным прокурором СибВО расследование показало безосновательность обвинений, предъявленных фигурантам дела, а 19 сентября этого года оно было прекращено.